# Río Sigre
Río Sigre är ett vattendrag i Honduras.   Det ligger i departementet Departamento de Gracias a Dios, i den östra delen av landet, 300 km nordost om huvudstaden Tegucigalpa.